# Tatjana Jukić Gregurić
Tatjana Jukić Gregurić (Drvar, 1. svibnja 1968.) akademkinja je, sveučilišna profesorica na odsjeku za anglistiku Filozofskoga fakulteta u Zagrebu, autorica i prevoditeljica. U znanstvenom radu bavi se književnošću 19. i 20. stoljeća, filmom i vizualnom umjetnošću, kulturnom poviješću te književnom teorijom.

## Životopis
Jukić Gregurić rođena je u Drvaru, u Bosni i Hercegovini, 1. svibnja 1968. godine. Pohađala je gimnaziju u Našicama, a u Zagrebu je upisala engleski jezik i književnost te komparativnu književnost na Filozofskome fakultetu. Tijekom studija boravila je i u Lawrenceu na Sveučilištu u Kansasu na stipendiji Hrvatske bratske zajednice. Na Filozofskome fakultetu Sveučilišta u Zagrebu diplomirala je 1992. godine.
Po diplomiranju zapošljava se kao prevoditeljica u UNPROFOR-u, gdje radi do 1994. godine, kada biva izabrana u zvanje mlađeg asistenta na Katedri za englesku književnost. Godine 1996. magistrira s radom Viktorijanski intertekst u britanskom postmodernističkom romanu, a već iduće godine izabrana je za asistenticu na Katedri te postaje gostujućom znanstvenicom na Sveučilištu u Oxfordu, a godinu kasnije i Sveučilištu u Cambridgeu. Godine 2000. doktorira na temu Intertekstualnosti u poetici predrafaelitizma.
Do 2011. godine, Jukić Gregurić postaje redovita profesorica, izvršavajući od 2005. do 2007. i funkciju predsjednice Hrvatskog semiotičkog društva, dok 2012. godine gostuje i na Trinity Collegeu. Godine 2017. postaje redovita profesorica u trajnom zvanju na Odsjeku za engleski jezik i književnost u Zagrebu, a 2022. godine imenovana je predsjednicom Hrvatskog društva za anglističke studije.
Tijekom 2010-ih i 2020-ih godina sudjeluje u više istraživačkih projekata na Sveučilištu u Zagrebu. Bila je jedna od kandidata za člana Nacionalnog vijeća za znanost 2021. godine, a 2024. godine izabrana je u Academiu Europaeu s prorektorom Sveučilišta u Zagrebu Borisom Brkljačićem. Danas obnaša funkciju predstojnice Katedre za englesku književnost Filozofskog fakulteta u Zagrebu.

## Djela

### Autorske knjige
- Bablje ljeto, zbirka priča, AGM, 1996.
- Zazor, nadzor, sviđanje. Dodiri književnog i vizualnog u britanskom 19. stoljeću, Zavod za znanost o književnosti FFZG, 2002.
- Revolucija i melankolija. Granice pamćenja hrvatske književnosti, Naklada Ljevak, 2011.

### Prijevodi
- Rosetti, Christina. 2000. Sajmište zlodušića. Književna smotra. 118
- Malouf, David. 2001. Zamišljeni život. Konzor. Zagreb. ISBN 953-6317-89-3
- Byatt, Antonia Susan. 2008. Zaposjedanje. Vuković & Runjić. ISBN 9789532860023

## Nagrade
- Godišnja nagrada izdavačke kuće AGM za prozu, 1995.
- Godišnja nagrada za mlade znanstvenike Društva sveučilišnih nastavnika i drugih znanstvenika u Zagrebu, 2000.

## Vanjske poveznice
- Prof. dr. sc. Tatjana Jukić, CroRIS
- Tatjana Jukić, Academia.edu